# John Rubinstein
John Arthur Rubinstein (Los Angeles, 8 december 1946) is een Amerikaans acteur, filmregisseur en componist van filmmuziek.

## Biografie
Rubinstein is een zoon van vader Arthur Rubinstein, en zijn vader was joods (zijn moeder was katholiek) en groeide op in Warschau. Rubinstein was van 1971 tot en met 1992 getrouwd en heeft hieruit twee kinderen. Van 1992 tot en met 2002 was hij opnieuw getrouwd, waaruit hij ook twee kinderen heeft.

## Filmografie

### Films
Selectie:
- 2021 Being the Ricardos - als oudere Jess Oppenheimer
- 2003 21 Grams – als gynaecoloog
- 2002 Red Dragon – als dinnergast
- 1987 Someone to Watch Over Me – als Neil Steinhart
- 1983 Daniel – als Robert Lewin
- 1978 The Boys from Brazil – als David Bennett
- 1972 Something Evil – als Ernest Lincoln

### Televisieseries
Uitgezonderd eenmalige gastrollen.
- 2022 Headless: A Sleepy Hollow Story - als Baltus Van Tassel - 4 afl.
- 2021 - 2022 Claws - als baron Axel von Reichler - 6 afl.
- 2017 - 2021 Dear White People - als president Fletcher - 5 afl.
- 2017 Feud - als George Cukor - 2 afl.
- 2016 - 2017 This Is Us - als Ron Schiller - 3 afl.
- 2014 Perception - als FBI agent Jack Crawford - 2 afl.
- 2014 Complete Works - als Richard Dallion - 2 afl.
- 2013 The Fosters - als Henry Marshall - 2 afl.
- 2012 - 2013 The Mentalist - als rechter Manchester - 3 afl.
- 2009 – 2012 Desperate Housewives – als schoolhoofd Hobson – 7 afl.
- 2011 – 2012 Harry's Law – als rechter Randy – 2 afl.
- 2011 Wizards of Waverly Place – als Gorog – 4 afl.
- 2010 – 2011 Parenthood – als Liam Taylor – 4 afl.
- 2011 No Ordinary Family – als dr. Klein – 2 afl.
- 2009 – 2010 The Young and the Restless – als dr. Charles Taylor – 12 afl.
- 2009 Greek – als dr. Larsen – 2 afl.
- 2008 Dirty Sexy Money – als dr. Zwerling – 3 afl.
- 2006 – 2007 Day Break – als Barry Colburn – 5 afl.
- 2006 Girlfriends – als dr. Wulfburg - 3 afl.
- 2005 Barbershop – als Nicholas Kane – 3 afl.
- 2004 Friends – als de dokter – 2 afl.
- 2003 24 – als secretaris van de staat Alex – 3 afl.
- 2002 The Guardian – als senator Nathan Caldwell – 4 afl.
- 2001 – 2002 Angel – als Linwood Murrow – 6 afl.
- 1998 The Practice – als rechter Joseph Papp – 3 afl.
- 1994 – 1997 Party of Five – als Walter Alcott – 2 afl.
- 1994 RoboCop – als Chip Chayken – 4 afl.
- 1984 – 1986 Crazy Like a Fox – als Harrison Fox – 23 afl.
- 1983 Emerald Point N.A.S. – als luitenant Edwards – 3 afl.
- 1976 – 1980 Family – als Jeff Maitland – 14 afl.
- 1976 The Quest – als Wakely – 2 afl.

### Computerspellen
- 2006 Metal Gear Solid: Portable Ops – als commandant
- 2005 Grandia III – als toegevoegde stemmen
- 2005 Nano Breaker – als generaal Raymond

### Filmregisseur
- 2001 Nash Bridges – televisieserie – 1 afl.
- 1992 ABC Afterschool Specials – televisieserie – 3 afl.
- 1989 CBS Schoolbreak Special – televisieserie – 1 afl.

## Theaterwerk opBroadway
- 2017 - 2018 Charlie and the Chocolate Factory - als opa Joe
- 2013 - 2015 Pippin - als Charles (understudy)
- 1998 – 2000 Ragtime – als Tateh (understudy)
- 1996 Getting Away with Murder – als Martin Chisolm
- 1989 – 1990 Love Letters – als Andrew Makepiece Ladd III (understudy)
- 1988 – 1990 M. Butterfly – als Rene Gallimard (understudy)
- 1984 – 1985 Hurlyburly – als Eddie (understudy)
- 1983 The Caine Mutiny Court-Martial – als Barney Greenwald
- 1981 Fools – als Leon Tolchinsky
- 1980 – 1982 Children of a Lesser God – als James Leeds
- 1972 – 1977 Pippin – als Pippin